# Nick Kyrgios
Nicholas Hilmy Kyrgios (født 27. april 1995 i Canberra) er en australsk professionel tennisspiller. Han har vundet fire ATP-turneringer og været i finalen i syv, heriblandt i Cincinatti Masters 2017.
Som juniorspiller vandt Kyrgios single i drengerækken i Australian Open 2013 samt drengedouble i Wimbledon samme år. Som professionel nåede han i Wimbledon 2014 kvartfinalen i single og slog undervejs så prominente navne som den tolvteseedede Richard Gasquet i anden runde og den andenseedede Rafael Nadal i fjerde runde, og i Australian Open 2015 nåede han ligeledes kvartfinalen. Kyrgios er en af blot tre spillere (de øvrige er Dominik Hrbatý og Lleyton Hewitt), der har besejret Roger Federer, Rafael Nadal og Novak Djokovic i deres første møder.
I en stor del af sin karriere har Kyrgios haft et dårligt ry. Han er af medier og tidligere spillere blevet beskyldt for at tabe med vilje, at bruge grimt sprog på banen og for at optræde usportsligt. Blandt hans kritikere er John McEnroe. Omvendt har andre tidligere spillere, heriblandt John Lloyd, rost hans spil og karakter, hvilket fik fornyet fokus i Australian Open 2018.